# Середня загальноосвітня школа № 19 (Кам'янське)
Середня загальноосвітня школа № 19 м. Кам'янське — комунальний заклад «Середня загальноосвітня школа № 19» міста Кам'янське, Дніпропетровська область. Дата заснування — 1 вересня 1960 року
Очолює школу директор Сухракова Любов Федорівна з 1986 року. В комунальному закладі «Середня загальноосвітня школа № 19» Кам'янської міської ради відкрито 22 класи. З 2016—2017 навчального року в першому класі започатковано навчання за програмою «Інтелект України». Школа бере участь у всеукраїнських, обласних, регіональних педагогічних проектах екологічного, національно-патріотичного, соціального спрямування. Традиційно школа бере участь у міжнародних виставках «Інноватика в сучасній освіті».

## Музейний комплекс «Джерело»
На базі школи діє музейний комплекс «Джерело», який відіграє значну роль у навчально-виховному процесі Музейний комплекс включає в себе:
- етнографічна кімната «Криниченька»[3];
- Кімната Бойової слави;
- експозиція «Незламні духом»;
- Кімната робітника;
- Кімната історії школи;
- Експозиція «Історія української вишивки».